# Тшицеж
Тшицеж (пол. Trzycierz) — село в Польщі, у гміні Коженна Новосондецького повіту Малопольського воєводства.
Населення — 505 осіб (2011).
У 1975-1998 роках село належало до Новосондецького воєводства.

## Демографія
Демографічна структура станом на 31 березня 2011 року:
|          | Загалом | Допрацездатний вік | Працездатний вік | Постпрацездатний вік |
| -------- | ------- | ------------------ | ---------------- | -------------------- |
| Чоловіки | 264     | 88                 | 154              | 22                   |
| Жінки    | 241     | 64                 | 129              | 48                   |
| Разом    | 505     | 152                | 283              | 70                   |